# Organisme modèle
Ne doit pas être confondu avec modèle animal.
 (juillet 2017).
 (mars 2024).
Si vous disposez d'ouvrages ou d'articles de référence ou si vous connaissez des sites web de qualité traitant du thème abordé ici, merci de compléter l'article en donnant les références utiles à sa vérifiabilité et en les liant à la section « Notes et références ».

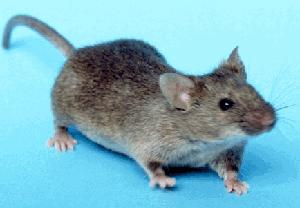
L'espèce Mus musculus a permis de nombreuses découvertes médicales

Un organisme modèle est une espèce qui est étudiée de manière approfondie pour comprendre un phénomène biologique particulier, en supposant que les résultats de ces expériences seront partiellement valables pour la connaissance d'autres organismes. Cela est possible parce que les principes biologiques fondamentaux comme les voies métaboliques, régulatoires, et développementales, et les gènes qui déterminent ces processus, sont proches de ceux observés dans des cellules humaines, qui sont souvent plus difficiles à manipuler. Cette conservation des fonctions et des gènes apparentés est offerte par l'évolution biologique.

## Sélection
La majorité des organismes modèles doivent répondre à certains critères. Les espèces utilisées sont faciles à manipuler en laboratoire et doivent permettre une culture ou élevage facile d'un grand nombre d'individus. Ils doivent ainsi être relativement petits. Leur cycle de vie et temps de génération sont relativement courts (1.5 à 3 heures pour la levure, environ 8 semaines pour la souris). Les organismes eucaryotes utilisés sont (à l'exception de la levure) des organismes multicellulaires simples avec différents types de cellules. Le nombre total de cellules est petit et elles ont un développement stéréotypé. Leur gènes doivent permettre une étude génétique, suivre les lois de Mendel et permettre l'induction de mutations. Ils doivent être phylogénétiquement et taxonomiquement proches de l'Homme afin de pouvoir extrapoler les résultats obtenus d'un modèle à l'Homme.
L'utilisation d'organismes modèles est un outil de modélisation pour l'organisme humain, très complexe. Son utilisation permet de faire des avancées dans la compréhension des voies métaboliques et notamment des maladies sans avoir recours à des expériences sur l'Humain même lors des phases d'essais cliniques pour de nouveaux traitements. Les extrapolations d'un organisme à l'autre sont à faire avec précaution car l'utilisation d'organismes modèles n'est pas sans limites (exemple de la tragédie de la thalidomide, non testée sur des rates enceintes lors des essais). Les effets secondaires et à long termes de ces traitements peuvent ne pas tous être connus.   
D'autres méthodes alternatives à l'expérimentation animale ont été mises au point grâce aux nouvelles technologies et méthodes plus avancées, comme la modélisation et simulation virtuelle, la culture de cellules in vitro ou non, des techniques d'imagerie médicale non invasives comme les IRM ou TEP scan. La mise en place et l'utilisation de ces nouveaux outils ont été motivées par des raisons éthiques, un coût d'élevage et d'entretien des animaux élevé ainsi que les limites présentées par les organismes modèles. Il n'y a cependant pas de substitut parfait à l'étude d'un organisme vivant aussi complexe que celui des humains.
Les modèles sont des organismes choisis parce que la richesse de leur génome font d'eux de bons exemples pour représenter d'autres espèces et/ou phénomènes naturels qui seraient plus difficiles à étudier directement. Les recherches continues sur ces organismes se focalisent sur une grande variété de techniques expérimentales et objectifs sur plusieurs niveaux de biologie : de l'écologie, le comportement et les bioméchaniques jusqu'à l'échelle fonctionnelle des tissus individuels, organites et protéines. Les recherches sur l'ADN des organismes sont classées en modèles génétiques (avec des générations courtes comme la drosophile ou le nématode), modèles expérimentaux et modèles de répartition du génome, dans une recherche de la position dans l'arbre de l'évolution. Historiquement, les organismes modèles comprennent une poignée d'espèces aux données génomiques importantes, comme les organismes modèles NIH.

## Phylogénie et parenté génétique
L'une des raisons principales de l'utilisation des organismes modèles en recherche est le principe évolutif selon lequel tous les organismes partagent un certain degré de parenté et de similarité génétique due à une ascendance commune. L'étude des parents taxonomiques de l'homme peut donc fournir de nombreuses informations sur les mécanismes et maladies du corps humain utiles en médecine.
Des arbres phylogénétiques des vertébrés ont été construits en utilisant la protéomique comparative, la génétique, la génomique, ainsi que les données géochimiques et fossiles. Ces estimations nous indiquent que les humains et les chimpanzés ont partagé un ancêtre commun il y a environ 6 millions d'années. En tant que nos plus proches parents, les chimpanzés peuvent nous en apprendre beaucoup sur les mécanismes des maladies et les gènes potentiellement responsables de l'intelligence humaine. Cependant, les chimpanzés sont rarement utilisés dans la recherche et sont protégés contre les procédures très invasives. Les rongeurs sont les modèles animaux les plus courants. Les arbres phylogénétiques estiment que les humains et les rongeurs ont partagé un ancêtre commun il y a environ 80 à 100 millions d'années. Malgré cette séparation lointaine, humains et rongeurs ont bien plus de similitudes que de différences, en raison de la stabilité relative de grandes portions du génome.
Les données génomiques sont utilisées pour faire des comparaisons précises entre les espèces et déterminer la parenté. Les humains partagent environ 99 % de leur génome avec les chimpanzés (et 98,7 % avec les bonobos) et plus de 90 % avec la souris. Avec une telle conservation du génome à travers les espèces, il est assez remarquable que les différences entre les humains et les souris puissent être expliquées par environ six mille gènes (sur un total d'environ 30 000). Les scientifiques ont su tirer parti de ces similarités pour créer des modèles expérimentaux et prédictifs de maladies humaines.

## Organismes modèles importants

### Virus
- phage lambda

### Procaryotes
- Escherichia coli (E. coli)
- Bacillus subtilis
- Mycoplasma genitalium
- Aliivibrio fischeri

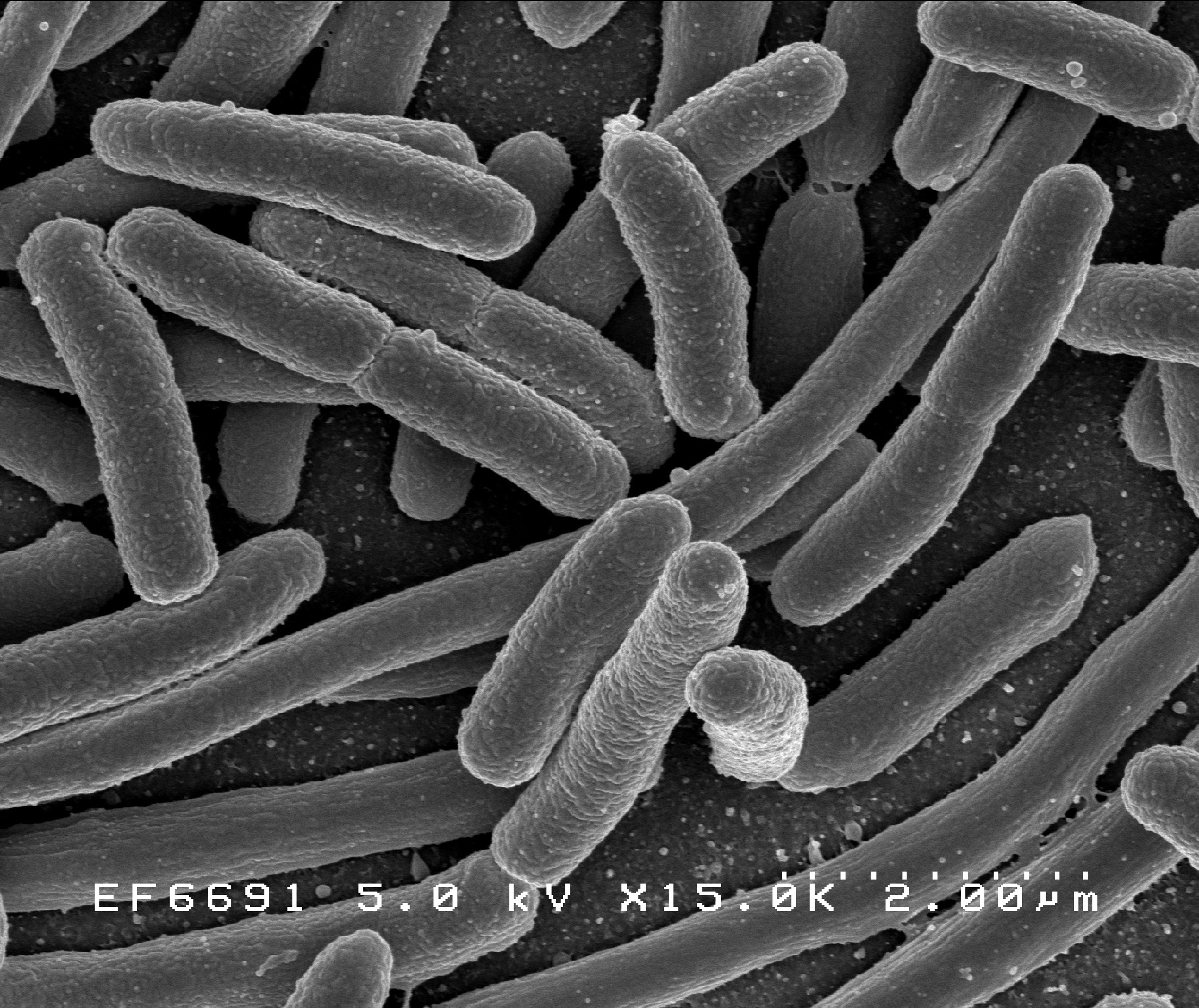
Escherichia coli

- Synechocystis, une cyanobactérie photosynthétique

### Eucaryotesunicellulaires
- Acanthamoeba castellanii
- Candida albicans
- Chlamydomonas reinhardtii
- Saccharomyces cerevisiae
- Schizosaccharomyces pombe
- Tetrahymena thermophila

### Eucaryotes pluricellulaires

#### Plantes

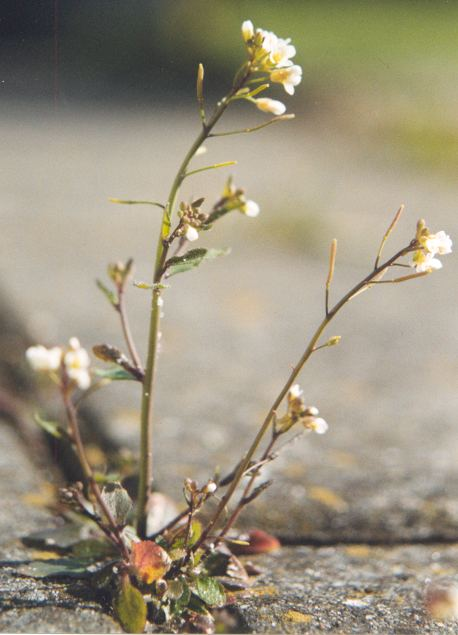
Arabidopsis thaliana

- Arabidopsis thaliana la première plante dont le génome, relativement petit, a été séquencé
- Lotus japonicus
- Nicotiana tabacum
- Nicotiana benthamiana
- Medicago truncatula
- Riz (Oryza sativa) utilisé comme modèle dans la biologie des céréales.
- Muflier (Antirrhinum majus)
- Maïs (Zea mays)
- Physcomitrella patens modèle pour la biologie végétale, l'étude de la recombinaison homologue et du gene targeting
- Solanum lycopersicum

#### Champignons
- Arthrobotrys oligospora, une espèce de champignons de la classe des Orbiliomycetes, qui est un organisme modèle pour étudier les interactions entre nématodes et champignons carnivores
- Aspergillus nidulans
- Cunninghamella elegans, un champignon trouvé dans les sols et utilisé comme organisme modèle du métabolisme mammalien des xénobiotiques
- Neurospora crassa

#### Animaux Invertébrés
- Arbacia punctulata (Oursin) utilisé en embryologie
- Caenorhabditis elegans[1]
- aplysia, connue comme "lièvre de mer", plusieurs espèces utilisées comme modèle pour l'étude des neurones et du système nerveux
- Euprymna scolopes
- Drosophila melanogaster, célèbre sujet d'expériences génétiques par Thomas Hunt Morgan et d'autres. Facile à élever en laboratoire, générations rapides, mutations facilement inductibles, nombreuses mutations observables.
- Loligo pealei

#### Animaux Vertébrés
- Chien (Canis lupus familiaris)
- Cobaye (Cavia porcellus)
- Fugu (Takifugu rubripes)
- Macaque rhésus (Macaca mulatta)

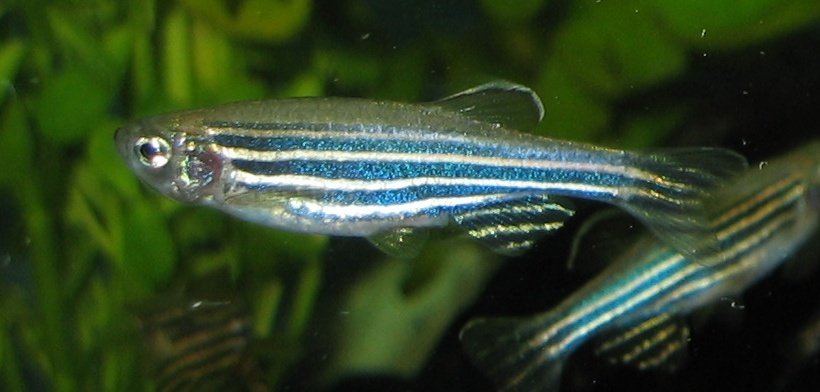
Brachydanio rerio

- Opossum gris (Monodelphis domestica)
- Poisson zèbre[2]  (Brachydanio rerio)
- Rat brun (Rattus norvegicus)
- Souris domestique (Mus musculus)
- Xénope (Xenopus laevis)

Certains mammifères sont utilisés comme modèles spécifiques de certaines maladies. C'est le cas des rats pour l'étude de l'hypertension et des lapins ou des cochons dans celle de l'athérosclérose.